# Pico-8
Pico-8 (estilizado como PICO-8) es una máquina virtual creada por Lexaloffle Games. Está diseñada para imitar una "consola de videojuego de fantasía". La programación es realizada a través de un entorno basado en Lua, en el cual los usuarios pueden crear sonidos, sprites, mapas y juegos. Los usuarios son capaces de exportar sus creaciones como juegos web HTML5 o cargarlas a la BBS oficial de Lexaloffle donde otros usuarios pueden jugar los juegos en un navegador y ver el código fuente.
Tanto los juegos de Pico-8 como la interfaz del programa están limitados a una pantalla de 128x128 píxeles y dieciséis colores, con salida de audio de 4 canales. El programa Pico-8 provee un editor de código Lua, herramientas de creación del bloques y sprites y un editor de efectos de sonido. El programa puede cargar juegos almacenados localmente en la computadora, ya sea en formato de texto o en una codificación especial de  imágenes .png. La interfaz también soporta un modo de exploración "splore", donde se pueden previsualizar los juegos que han sido subidos a la BBS de Lexaloffle y luego ser jugados en el programa Pico-8. La computadora miniatura PocketCHIP fue fabricada con Pico-8 pre-instalado.
Pico-8 obtuvo más popularidad en 2018 con el lanzamiento del videojuego Celeste. Habiéndose originalmente creado como un juego para Pico-8 para una Game Jam titulado Celeste Classic, se convirtió en uno de los juegos más populares en la BBS de Pico-8, incitando a los desarrolladores a ampliar el concepto a un videojuego más amplio y más completo dentro de los estándares "retro". La versión original de Celeste para Pico-8 puede jugarse completamente como un huevo de Pascua en la versión completa del juego.